# Rhinyptia endroedyi
Rhinyptia endroedyi är en skalbaggsart som beskrevs av Machatschke 1974. Rhinyptia endroedyi ingår i släktet Rhinyptia och familjen Rutelidae. Inga underarter finns listade i Catalogue of Life.